# Taoufik Ijrouten
Taoufik Ijrouten (ur. 13 kwietnia 1990) – marokański piłkarz, grający jako prawy napastnik w Ittihad Tanger.

## Klub

### Wydad Casablanca
Zaczynał karierę w Wydad Casablanca. W tym zespole zadebiutował 26 listopada 2013 roku w meczu przeciwko Difaâ El Jadida (0:0). Na boisko wszedł w 68. minucie, zastępując Abderrazaka El Mnasfiego. Łącznie zagrał 8 spotkań.

### KAC Kénitra
1 lipca 2011 roku został wypożyczony do KAC Kénitra. W tym klubie zadebiutował 22 sierpnia 2011 roku w meczu przeciwko Raja Casablanca (1:0 dla KAC). Wszedł na boisko w 70. minucie, zastępując Bilala Biata. Pierwszego gola strzelił 15 grudnia 2012 roku w meczu przeciwko Renaissance Berkane (1:2 dla rywali KAC). Do bramki trafił w 49. minucie. 16 lutego 2013 roku zaliczył pierwszą asystę w meczu przeciwko Raja Casablanca (1:1). Asystował przy bramce Redouane El Karoui w 16. minucie. Łącznie podczas tego wypożyczenia zagrał 41 meczów, strzelił dwa gole i miał jedną asystę.

### FAR Rabat
1 lipca 2014 roku przeszedł do FAR Rabat. W stołecznym zespole zadebiutował 24 sierpnia 2014 roku w meczu przeciwko Chabab Atlas Khénifra (0:0). Zagrał 63 minuty. Pierwszą asystę zaliczył 16 maja 2015 roku w meczu przeciwko Chabab Rif Al Hoceima (4:0). Asystował przy golu Mehdiego Naghmiego w 94. minucie. Pierwszego gola strzelił 19 marca 2017 roku w meczu przeciwko Moghrebowi Tétouan (2:2). Do bramki trafił w 57. minucie. Łącznie zagrał 44 mecze, w których strzelił 4 gole i miał 2 asysty.

### Ponowne wypożyczenie do KAC
Na drugim wypożyczeniu do KAC Ijrouten zagrał 36 meczów, w których strzelił 4 gole i miał jedną asystę.

### Mouloudia Wadżda
21 września 2018 roku został graczem Mouloudia Wadżda. W tym klubie zadebiutował 1 października 2018 roku w meczu przeciwko OC Safi (0:0). Na boisku spędził 65 minut. Pierwszą bramkę strzelił 28 października 2018 roku w meczu przeciwko FUS Rabat (3:2 dla Wadżdy). Do bramki trafił w 47. minucie. Łącznie zagrał 24 mecze, w których strzelił 5 bramek.

### Renaissance Berkane
18 sierpnia 2019 roku trafił do Renaissance Berkane jako wolny gracz. W tym klubie zadebiutował 2 października 2019 roku w meczu przeciwko FUS Rabat (1:1). Został zdjęty z boiska w 82. minucie. Łącznie zagrał dwa spotkania.

### Ittihad Tanger
8 stycznia 2020 roku trafił na zasadzie wolnego transferu do Ittihadu Tanger. W tym zespole debiut zaliczył 11 stycznia 2020 roku w meczu przeciwko Moghreb Tétouan (0:0). Na boisku spędził 73. minuty. Pierwszą asystę zaliczył 4 dni później w meczu przeciwko Raja Casablanca (1:4 dla zespołu z Casablanki). Asystował przy golu Mohemmeda El Amraouiego w 4. minucie doliczonego czasu gry pierwszej połowy. Pierwszego gola strzelił 30 września 2020 roku w meczu przeciwko Moghreb Tétouan (1:0). Do bramki trafił w 47. minucie. Łącznie do 6 sierpnia 2022 roku zagrał 69 meczów, w których strzelił 12 goli i miał 8 asyst.